# Tour Percée
Tour Isabelle
La tour Percée ou tour Isabelle, est une double arche naturelle de France située dans le massif de la Chartreuse, dans le parc naturel régional de Chartreuse, en Isère, et découverte en 2005.

## Caractéristiques
La tour Percée se trouve dans le sud-est de la France, en Isère, non loin de la Savoie au nord, sur le rebord oriental du massif de la Chartreuse, au-dessus du Grésivaudan et face à la chaîne de Belledonne. Elle fait partie d'une falaise qui court sur vingt kilomètres de la dent de Crolles au sud au mont Granier au nord, à une altitude voisine de 1 900 mètres, la portion où elle se trouve étant appelée « les Petites Roches » juste à l'aplomb du Touvet et quasiment à celui du col de Marcieu. Cet oronyme a donné son nom au plateau des Petites Roches qui se trouve en contrebas, à environ 1 000 mètres d'altitude, toponyme repris par la commune nouvelle de Plateau-des-Petites-Roches dont le territoire s'étend à la tour Percée. Ces falaises sont en outre incluses dans le parc naturel régional de Chartreuse et la réserve naturelle nationale des Hauts de Chartreuse. Sur l'autre versant de la falaise, à l'ouest, se trouvent la forêt du Seuil et l'Aulp du Seuil, en amont du cirque de Saint-Même.
La double arche s'élève à environ 1 790 mètres d'altitude dans un secteur où la falaise est profondément entaillée par l'érosion, des tours naturelles se détachant alors de la montagne entre deux vallons escarpés. Son ouverture mesure environ 29 mètres de longueur, ce qui en fait l'arche naturelle ayant la plus grande portée de toutes les Alpes. La présence de ces falaises est liée au synclinal perché dont les rebords relevés forment notamment les falaises s'étendant de la dent de Crolles au mont Granier. Cette structure géologique explique le pendage vers l'ouest des couches de calcaire urgonien qui forment la double arche.

## Histoire
Inconnue du public, elle devient brusquement célèbre lorsque Pascal Sombardier, explorant le massif de la Chartreuse afin de rédiger son livre Chartreuse inédite : Itinéraires insolites, la découvre par hasard, fin mai 2005 : « Je remonte des gradins herbeux en direction des barres rocheuses qui ceinturent le haut du cirque, tout en longeant le pied d'une grande tour ; je la dépasse et me retourne pour contempler le paysage : stupeur, la tour est percée ! » Il en fait la couverture de son livre, publié en 2006 : la double arche devient alors le symbole des trésors cachés du massif. Faute de mieux, Pascal Sombardier baptise la formation « Tour Percée », alors que le propriétaire du terrain où elle se trouve la nomme « Tour Isabelle », du prénom de sa seconde épouse.

## Accès
Étant donné son accès difficile et dangereux, peu de guides touristiques, même récents, la mentionnent. Il faut aussi noter que, le site faisant partie d'un domaine privé, l'accès libre aux arches est contesté par le propriétaire et le locataire du domaine,.

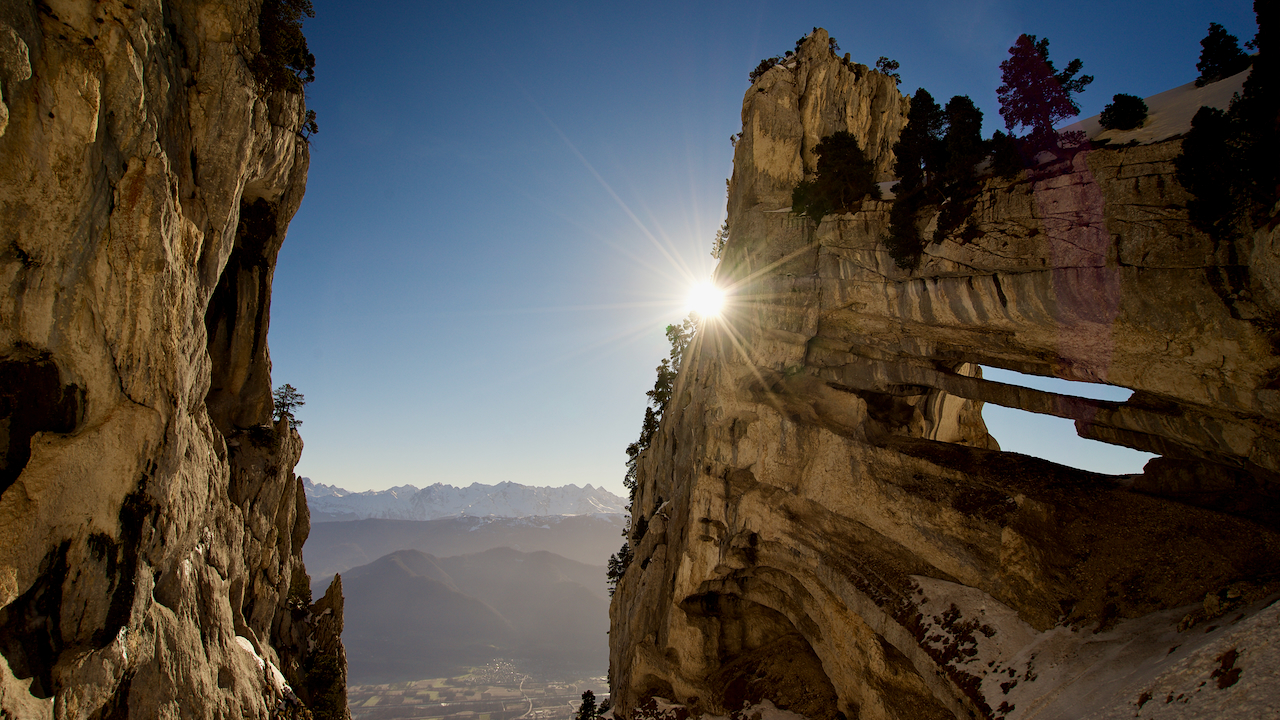
La tour Percée un matin en février 2021.
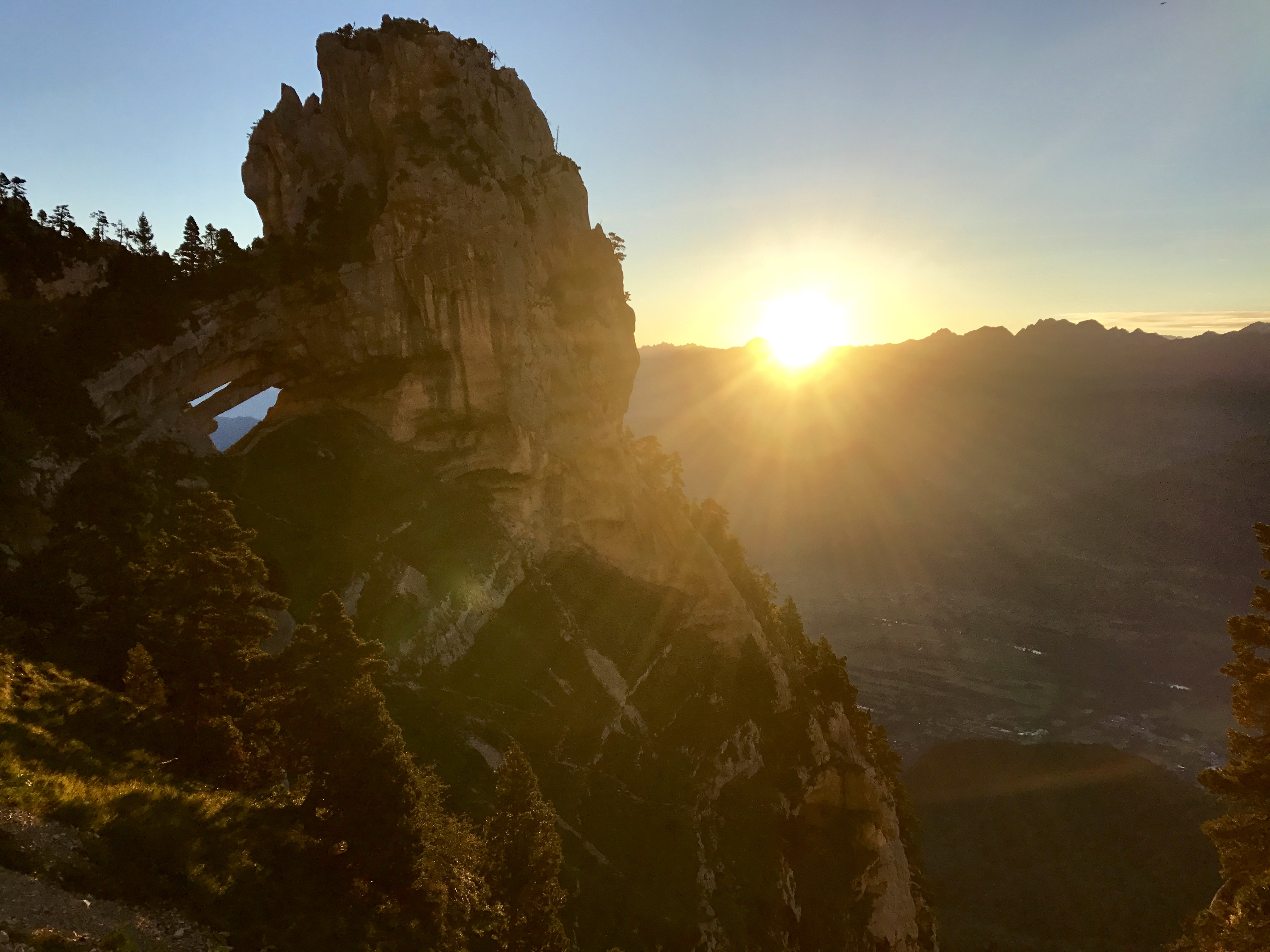
Aurore sur la face sud.
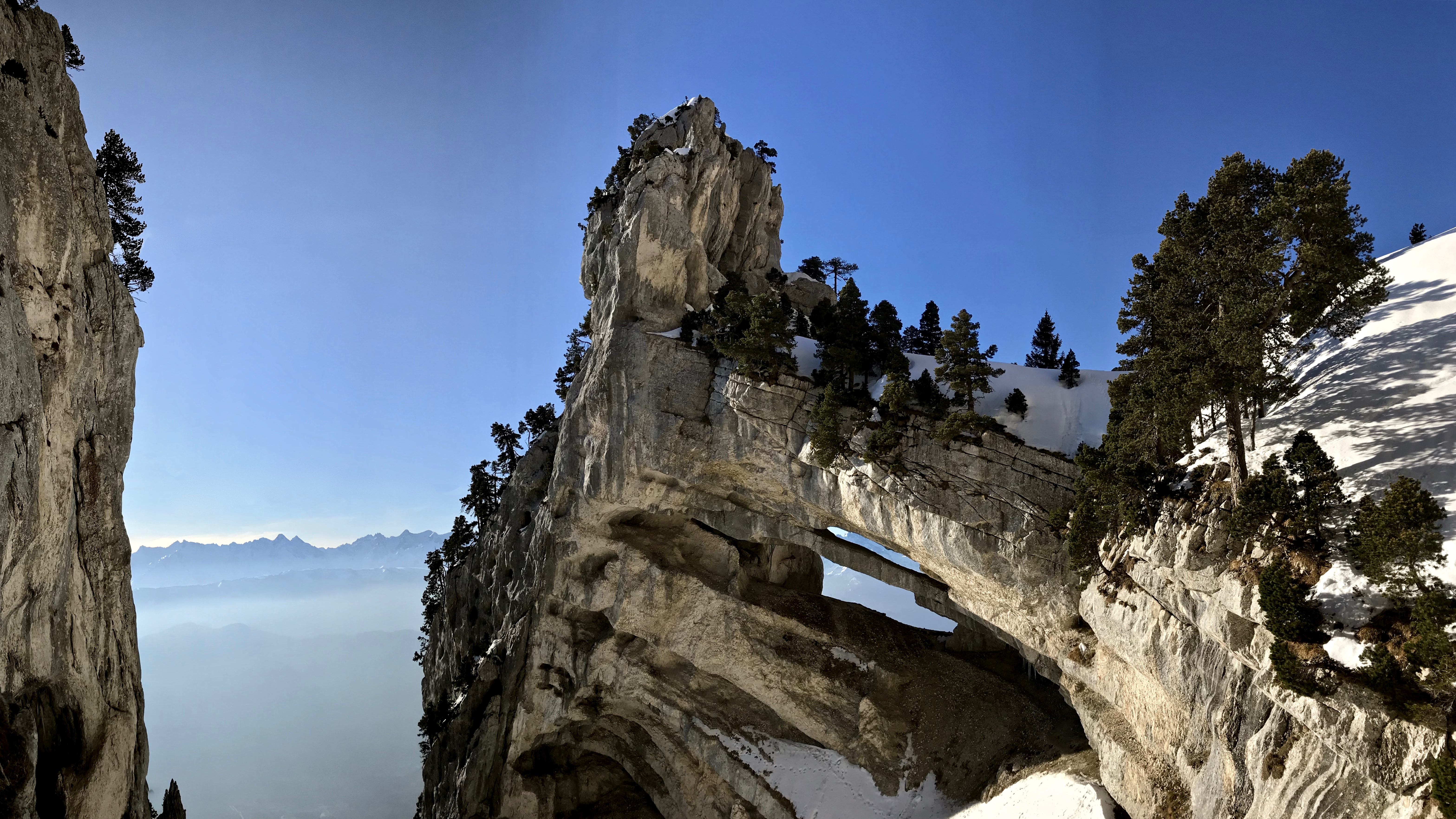
La tour Percée enneigée fin mars 2019.
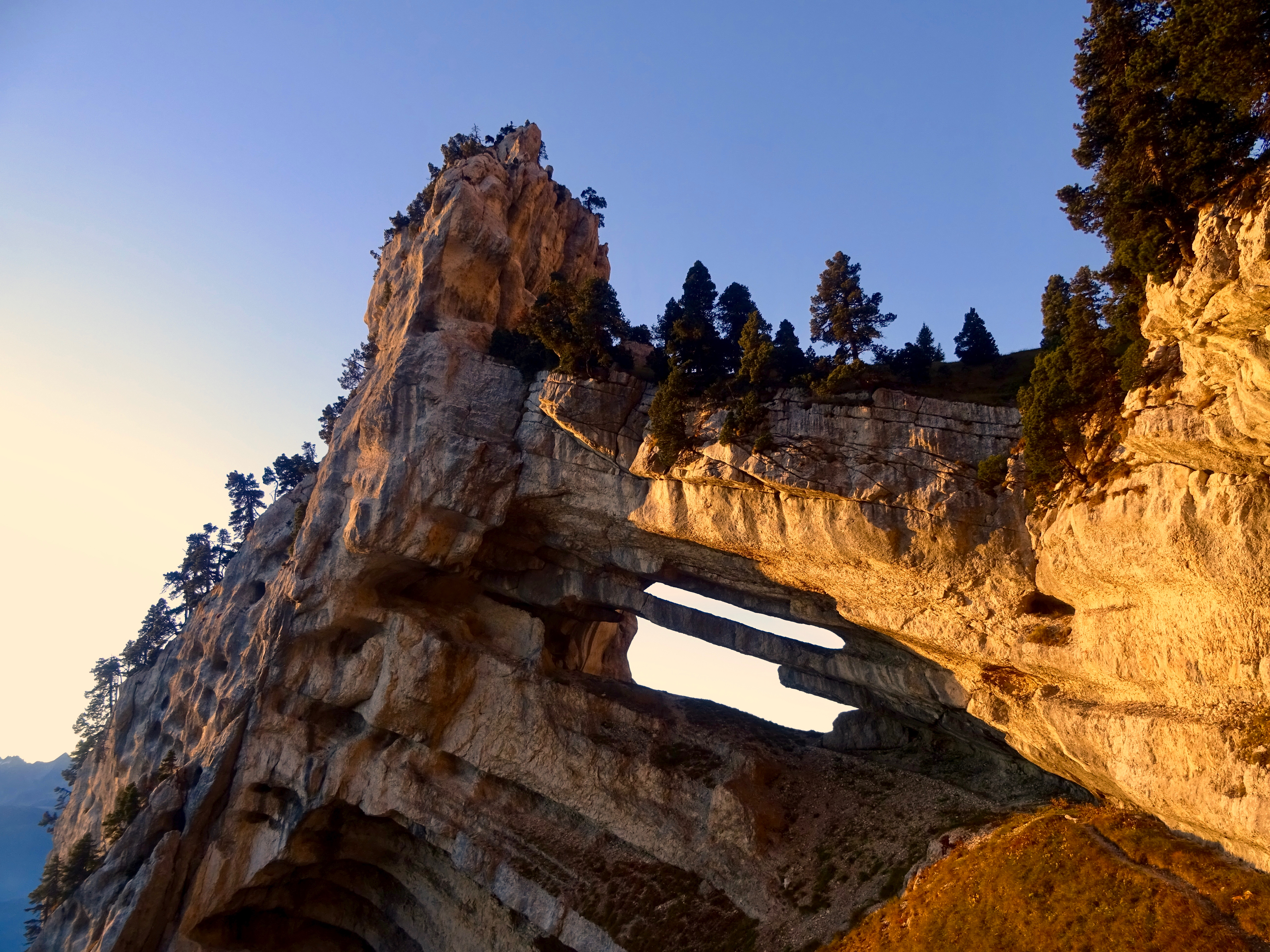
Juste après l'aurore en octobre 2017.
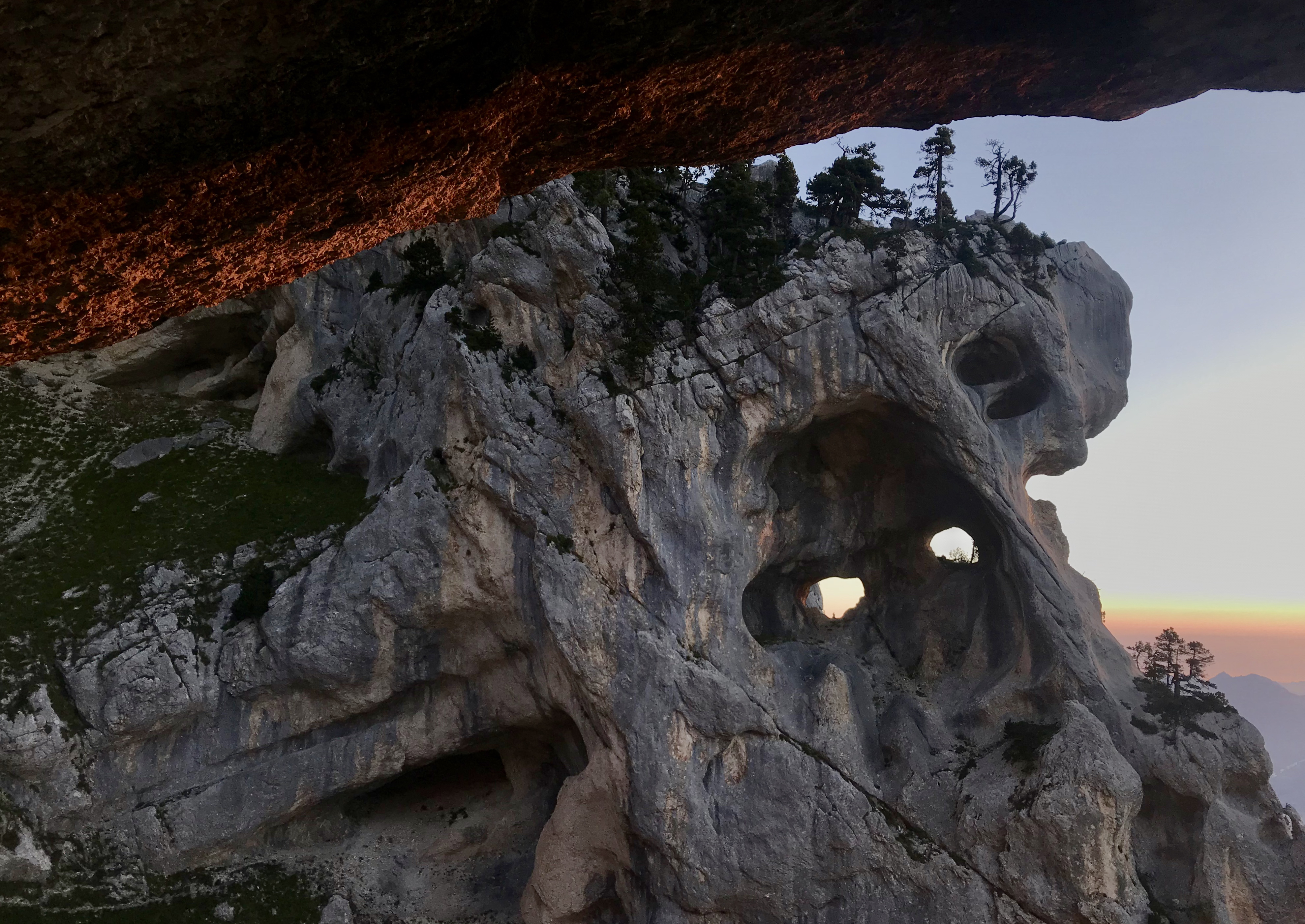
« Crânes » au nord de la tour Percée vus depuis l'une des arches.